# San Antonio (Salto)
Pour les articles homonymes, voir San Antonio (homonymie).
San Antonio est un village (en espagnol: pueblo) 
connu aussi sous le nom de Pueblo San Antonio, siège d'une municipalité, de l'Uruguay situé dans le département de Salto. 
La population de la municipalité s'élève à 877 habitants selon le recensement de 2011.

## Histoire
La ville a été fondée en 1891.

## Population
| Année | Population |
| ----- | ---------- |
| 1963  | 626        |
| 1975  | 576        |
| 1985  | 527        |
| 1996  | 582        |
| 2004  | 866        |

,

## Gouvernement
Le maire (alcalde) de la ville est Fernando Ferreira.